# Joe Coburn

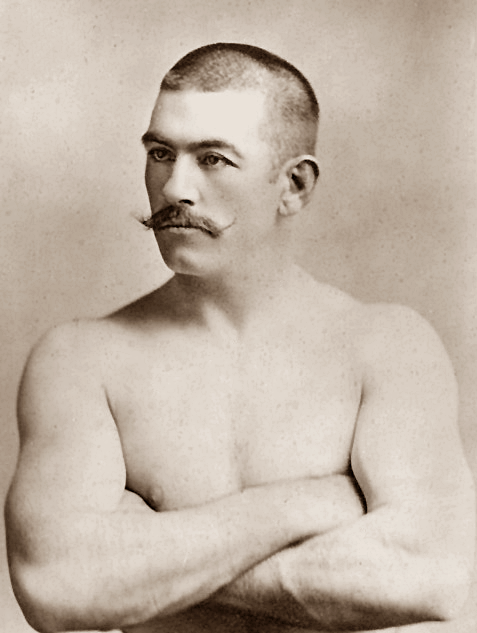
John Lawrence Sullivan (15 de octubre de 1858 – 2 de febrero de 1918), también conocido como el Boston Strong Boy, en su mejor momento. Fue reconocido como el primer campeón de peso pesado del boxeo enguantado del 7 de febrero de 1882 a 1892, y generalmente es reconocido como el último campeón de peso pesado del boxeo de nudillos desnudos bajo las reglas del Anillo del Premio de Londres

Joe Coburn (nació el 29 de julio de 1835 en Middletown, County Armagh, Irlanda y murió el 6 de diciembre de 1890 en Nueva York) fue un boxeador de origen irlandés que se convirtió en el campeón del mundo de los pesos pesados cuando en 1862 reclamó el título alegando que John Carmel Heenan no quería luchar con él. Mike McCoole reclamó el título después de su retirada.
| Predecesor: John Carmel Heenan | Campeón del mundo de los pesos pesados 1862–1866 | Sucesor: Mike McCoole |

- Datos: Q1027102